# Palmas Futebol e Regatas
Maillots
Le Palmas Futebol e Regatas est un club brésilien de football basé à Palmas dans l'État du Tocantins.

## Histoire

### Crash de l'avion TC2442
Quatre ans après l’accident d’avion qui a coûté la vie à dix-neuf joueurs de Chapecoense, avant la finale de la Copa Sudamericana 2016. Le 24 janvier 2021, le Beechcraft 95-B55 Baron immatriculé PT-LYG, transportant quatre joueurs et le président du club s'est écrasé au décollage. Les six personnes à bord sont toutes décédées dans l'accident. Le club s'apprêtait à disputer à Goiânia le match de huitième de finale de la Copa Verde 2020 face à Vila Nova FC. Le match est reporté à une date indéterminée,.

## Palmarès
| Compétitions nationales | Compétitions régionales |
| ----------------------- | --- |
| - Néant                 | - Championnat du Tocantins (7) : - Champion : 2000, 2001, 2003, 2004, 2007, 2018 et 2019 - Vice-champion : 1998, 2002 et 2009 - Championnat du Tocantins de D2 (pt) : - Vice-champion : 2010, 2012 et 2017 |